# René Iché

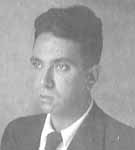
Porträtt av René Iché.

René Iché, född 21 januari 1897 i Sallèles-d'Aude i Aude, död 23 december 1954 i Paris, var en fransk skulptör och målare.

## Biografi och konsten
Under första världskriget studerade Iché för Bourdelle i Paris (1921-1922) sedan med Auguste Perret och slutligen den feministiska skulptören Jane Poupelet.
Iché var pacifist och ingick i franska motståndsrörelsen under kriget.

## Verk på museer
- 1924: Étude de lutteurs, Musée des beaux-arts, Narbonne
- 1925: Père et fils, Art Institute of Chicago, Chicago
- 1925: Père et fils, Musée d’art moderne de Saint-Étienne, Saint-Étienne
- 1926: Portrait de Mme I., Museer Boijmans van Beuningen, Rotterdam
- 1928: Nu, Musée National d’art moderne, Centre Georges Pompidou, Paris
- 1928: Nu, étude n°2, Musée des beaux-arts de Rennes, Rennes
- 1930: Masque de Paul Éluard, Musée des beaux-arts, Saint-Denis
- 1930: Masque d’André Breton, Bibliothèque Jacques Doucet, Paris
- Fragment de la Jeune Captive, Fonds municipal d’art contemporain de la ville de Paris
- 1934: Portrait de Laurence Iché, Centre Georges Pompidou, Paris
- 1934: La Contrefleur, Musée d'art moderne, Saint-Étienne
- 1934: La Contrefleur, Musée des beaux-arts, Villeneuve-sur-Lot
- 1934: La Jeune Tarentine, Musée du Château de Saint-Ouen
- 1935: Max Jacob, Musée des beaux-arts d’Orléans, Orléans
- 1935: Max Jacob, Musée des beaux-arts de Quimper, Quimper
- 1936: Masque de Louise Hervieu, Centre Georges Pompidou, Parijs
- 1936: Mère et enfant, Musée du Château de Saint-Ouen
- 1936: Hélène 6 ans, MOMA, New York, Rockefeller Foundation
- 1936: Hommage à Federico Garcia Lorca, Maison des Mémoire-Maison Joë Bousquet, Carcassonne
- 1938: Maquette de Joë Bousquet, Musée des beaux-arts de Carcassonne, Carcassonne
- 1939: Melpomène 36, Musée d’art moderne, Paris
- 1939: Melpomène 36, Musée Denys Puech, Rodez
- 1940: La Déchirée, Musée Charles de Gaulle, La Boisserie, Colombey-les-Deux-Églises
- 1942: Etude de lutteurs à terre (Jacob et l'ange), Centre Georges Pompidou, Paris
- 1942: Etude de lutteurs à terre (Jacob et l'ange), Musée Fabre, Montpellier
- 1945: Les lutteurs, Journal L’Équipe, Issy-les-Moulineaux
- 1948: Le couple, Musée d'art moderne, Palais de Tokyo, Paris
- 1954: La petite danseuse, Musée des beaux-arts, Narbonne

## Verk på offentliga platser
- 1927: Monument aux morts pacifiste, Denkmal 1914-1918 in Ouveillan
- 1932–1934Tombe de Charloun Rieu, Paradou
- 1937: Världsutställningen i Paris 1937 (Pavillons de la marine marchande, du languedoc, de l'artisanat; exposition d'art moderne), Paris
- 1942: Jeanne d’arc, Église Sainte-Thérèse de Boulogne-Billancourt (Architekt: Auguste Perret)
- 1942–1946:Lutteurs à terre, Vanves
- 1942–1950: Orphée, Nogent-le-Rotrou
- 1947: Plaque à Germaine Tillion et Émilie Tillion, Saint-Maur
- 1948: Monument à la Résistance, Carcassonne
- 1948: Monument aux Otages, Puiseaux
- 1949: Tombe de Max Jacob, Saint-Benoît-sur-Loire
- 1951–1953: Palais des Arts, Narbonne

## Verk av Iché (galleri)

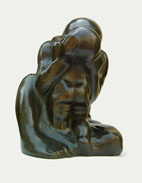
Père et Fils (Far och Son), Musée d'art moderne de Saint-Étienne, 1925.
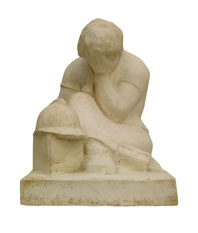
La Guerre - Maquette pour le Monument de Canet d'Aude, 1925.
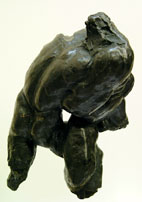
Fragments de Lutteurs - Feast Projects, Hongkong, 1943.